# Olympische Winterspiele 2010/Shorttrack
Bei den XXI. Olympischen Winterspielen 2010 in Vancouver fanden acht Wettbewerbe im Shorttrack statt. Austragungsort war das Pacific Coliseum, eine Sportarena östlich des Stadtzentrums.

## Bilanz

### Medaillenspiegel
| Platz | Land                | Gold | Silber | Bronze | Gesamt |
| ----- | ------------------- | ---- | ------ | ------ | ------ |
| 1     | Volksrepublik China | 4    | –      | –      | 4      |
| 2     | Südkorea            | 2    | 4      | 2      | 8      |
| 3     | Kanada              | 2    | 2      | 1      | 5      |
| 4     | Vereinigte Staaten  | –    | 2      | 4      | 6      |
| 5     | Italien             | –    | –      | 1      | 1      |

### Medaillengewinner
| Konkurrenz     | Gold                                                                                            | Silber                                                                 | Bronze                                                                                |
| -------------- | ----------------------------------------------------------------------------------------------- | ---------------------------------------------------------------------- | ------------------------------------------------------------------------------------- |
| 500 m          | Charles Hamelin                                                                                 | Sung Si-bak                                                            | François-Louis Tremblay                                                               |
| 1000 m         | Lee Jung-su                                                                                     | Lee Ho-suk                                                             | Apolo Anton Ohno                                                                      |
| 1500 m         | Lee Jung-su                                                                                     | Apolo Anton Ohno                                                       | John Celski                                                                           |
| 3000 m Staffel | Kanada Guillaume Bastille Charles Hamelin François Hamelin Olivier Jean François-Louis Tremblay | Südkorea Kim Seoung-il Kwak Yoon-gy Lee Ho-suk Lee Jung-su Sung Si-bak | Vereinigte Staaten John Celski Simon Cho Travis Jayner Jordan Malone Apolo Anton Ohno |

| Konkurrenz     | Gold                                                         | Silber                                                              | Bronze                                                                                        |
| -------------- | ------------------------------------------------------------ | ------------------------------------------------------------------- | --------------------------------------------------------------------------------------------- |
| 500 m          | Wang Meng                                                    | Marianne St-Gelais                                                  | Arianna Fontana                                                                               |
| 1000 m         | Wang Meng                                                    | Katherine Reutter                                                   | Park Seung-hi                                                                                 |
| 1500 m         | Zhou Yang                                                    | Lee Eun-byul                                                        | Park Seung-hi                                                                                 |
| 3000 m Staffel | Volksrepublik China Sun Linlin Wang Meng Zhang Hui Zhou Yang | Kanada Jessica Gregg Kalyna Roberge Marianne St-Gelais Tania Vicent | Vereinigte Staaten Allison Baver Kimberly Derrick Alyson Dudek Lana Gehring Katherine Reutter |

## Ergebnisse Männer

### 500 m
| Platz | Land | Sportler                | Zeit (s) |
| ----- | ---- | ----------------------- | -------- |
| 1     | CAN  | Charles Hamelin         | 40,981   |
| 2     | KOR  | Sung Si-bak             | 41,340   |
| 3     | CAN  | François-Louis Tremblay | 46,366   |
| 4     | KOR  | Kwak Yoon-gy            | 42,123   |
| 5     | GER  | Tyson Heung             | 42,307   |
| 6     | GBR  | Jon Eley                | 42,681   |
| 7     | KOR  | Lee Ho-suk              | 49,149   |
| 8     | USA  | Apolo Anton Ohno        | 41,460   |
|       |      |                         |          |
| 18    | GER  | Robert Seifert          | 42,181   |

Vorläufe: 24. Februar 2010, 17:47 Uhr; Viertelfinale: 26. Februar 2010, 18:00 Uhr;
 Halbfinale: 26. Februar 2010, 18:43 Uhr; Finale: 26. Februar 2010, 19:14 Uhr

### 1000 m
| Platz | Land | Sportler         | Zeit (min)    |
| ----- | ---- | ---------------- | ------------- |
| 1     | KOR  | Lee Jung-su      | 1:23,747 (OR) |
| 2     | KOR  | Lee Ho-suk       | 1:23,801      |
| 3     | USA  | Apolo Anton Ohno | 1:24,128      |
| 4     | CAN  | Charles Hamelin  | 1:24,329      |
| 5     | CAN  | François Hamelin | 1:25,206      |
| 6     | CHN  | Han Jialiang     | 1:32,023      |
| 7     | KOR  | Sung Si-bak      | 1:24,245      |
| 8     | USA  | John Celski      | 1:24,621      |
|       |      |                  |               |
| 12    | GER  | Tyson Heung      | 1:25,938      |
| 27    | GER  | Paul Herrmann    | 1:26,739      |

Vorläufe: 17. Februar 2010, 17:25 Uhr; Viertelfinale: 20. Februar 2010, 18:29 Uhr;
 Halbfinale: 20. Februar 2010, 19:28 Uhr; Finale: 20. Februar 2010, 20:05 Uhr

### 1500 m
| Platz | Land | Sportler         | Zeit (min) |
| ----- | ---- | ---------------- | ---------- |
| 1     | KOR  | Lee Jung-su      | 2:17,611   |
| 2     | USA  | Apolo Anton Ohno | 2:17,976   |
| 3     | USA  | John Celski      | 2:18,053   |
| 4     | CAN  | Olivier Jean     | 2:18,806   |
| 5     | KOR  | Sung Si-bak      | 2:45,010   |
| 6     | CHN  | Liang Wenhao     | 2:48,192   |
| 7     | CAN  | Charles Hamelin  | 2:18,243   |
| 8     | ITA  | Nicola Rodigari  | 2:18,422   |
|       |      |                  |            |
| 11    | GER  | Sebastian Praus  | 2:20,374   |
| 23    | GER  | Tyson Heung      | 2:14,461   |
| 32    | GER  | Paul Herrmann    | 2:16,782   |

Vorläufe: 13. Februar 2010, 17:00 Uhr
 Halbfinale: 13. Februar 2010, 18:18 Uhr
 Finale: 13. Februar 2010, 19:18 Uhr
Das Teilnehmerfeld des 1500-Meter-Rennens bestand aus 36 Athleten aus 16 Ländern. Sieben Nationen, darunter auch die Deutschen, stellten drei Sportler, was der maximal zulässigen Anzahl an Startern entsprach. Die Shorttracker wurden auf sechs Vorläufe mit je sechs Teilnehmern verteilt. Im Normalfall rückten die besten drei Athleten ins Halbfinale vor; allerdings wurden Sportler, die von anderen Shorttrackern behindert worden waren, ebenfalls eine Runde weitergesetzt. Dadurch standen nicht 18, sondern 21 Athleten in den Halbfinals. Dort gab es drei Rennen mit je sieben Startern, von denen sich die besten beiden für das A-Finale qualifizierten und die beiden darauf folgenden für das B-Finale. Während des Wettkampfs gab es fünf Disqualifikationen. Diese Sportler wurden im Klassement nur mit dem Ergebnis gewertet, dass sie im vorhergehenden Lauf erzielt hatten.
Für ein Novum in der olympischen Geschichte sorgte der Lette Haralds Silovs, der erste Athlet, der bei Olympischen Spielen an einem Tag in zwei verschiedenen Sportarten an den Start ging. Nachdem er um 12 Uhr Ortszeit im Richmond Olympic Oval den 20. Rang über 5000 Meter im Eisschnelllauf belegt hatte, ging er gute vier Stunden später im Shorttrack an den Start. Sein niederländischer Trainer Jeroen Otter erklärte dazu: „Für ihn ist dieser Doppelstart die ideale Kombination.“ Silovs geriet damit auch in den Fokus der Medien und erklärte, mit dieser Aufmerksamkeit um seine Person habe er nicht gerechnet. Außerdem meinte der Lette, der als erster Eisschnellläufer seit 74 Jahren sein Land vertrat: „Es ist ein bisschen verrückt. Aber wer weiß, ob ich jemals in meinem Leben nochmal diese Chance bekomme.“

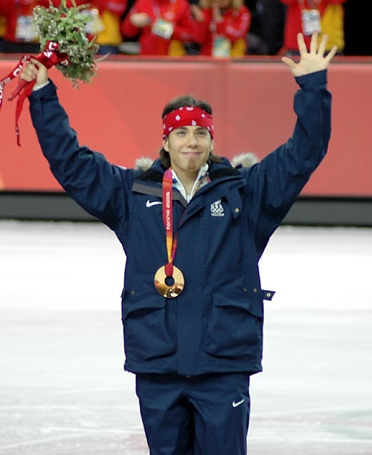
Apolo Anton Ohno (hier als Olympiasieger 2006) gewann die Silbermedaille

Bereits beim ersten Shorttrack-Lauf der Olympischen Winterspiele demonstrierten die Südkoreaner ihre mannschaftliche Überlegenheit und kamen als einziges Team zu dritt in die Halbfinals. Sowohl der amtierende Mehrkampfweltmeister Lee Ho-suk als auch seine Teamkollegen Lee Jung-su sowie Sung Si-bak qualifizierten sich dafür als Erste oder Zweite ihres Vorlaufes. Lee Jung-su stellte mit 2:12,380 min sogar einen neuen olympischen Rekord auf. Von den drei Deutschen schieden zwei aus, nur Sebastian Praus gelang der Sprung in die nächste Runde. Dabei profitierte er von der Disqualifikation des US-Amerikaners Jordan Malone. In den Halbfinals belegte Praus lange den siebten und letzten Rang, auch diesmal kam ihm wieder ein Sturz kurz vor der Ziellinie zugute. Dadurch verbesserte er sich auf Position drei, was jedoch nicht für die Qualifikation für das A-Finale ausreichte. In dieses zogen dagegen alle drei Südkoreaner ein; Lee Jung-su lief dabei zum zweiten Mal olympischen Rekord. Neben der kompletten südkoreanischen Mannschaft rückten auch zwei US-Amerikaner – darunter auch der zweifache Olympiasieger Apolo Anton Ohno – ins Finale vor, zudem ein Chinese sowie Olivier Jean aus Kanada. Jean wurde dabei wegen Behinderung durch einen anderen Läufer im Halbfinale weitergesetzt.
Vor dem A-Finale stand zunächst das B-Finale auf dem Programm. Diesen gewann der Kanadier Charles Hamelin, der mit seinem Wettkampf zufrieden war und sich nun auf das nächste Rennen, die 1000 Meter, konzentrieren wollte. Letzter im B-Finale wurde der Deutsche Sebastian Praus, der den elften Gesamtrang belegte und sein bestes Olympiaergebnis, einen zehnten Platz, nur knapp verpasste. Damit war er „absolut zufrieden“. Ein B-Finale sei für einen deutschen Shorttracker momentan das Optimum, Medaillenträume seien unrealistisch. Das A-Finale verlief zunächst ohne große Überraschungen: Kurz vor Schluss hatten sich die drei Südkoreaner etwas vom weiteren Feld abgesetzt und es schien, als würde es einen Dreifachsieg geben. 30 Meter vor dem Ziel versuchte Lee Ho-suk, seinen Teamkollegen Sung Si-bak zu überholen. Dies endete jedoch damit, dass beide Athleten zu Fall kamen und keine Rolle mehr bei der Medaillenvergabe spielten. Lee Ho-suk wurde im Nachhinein disqualifiziert und noch aus den Top Ten zurückversetzt. Vorne gewann der dritte Südkoreaner Lee Jung-su die Goldmedaille und löste so seinen Landsmann Ahn Hyun-soo als Olympiasieger ab.
Hinter Lee Jung-su gewann Apolo Anton Ohno die Silbermedaille. Für ihn war dies die sechste olympische Medaille (je zweimal Gold, Silber und Bronze), damit hatte er häufiger Edelmetall gewonnen als jeder seiner Landsleute zuvor. Ohno erklärte, er habe sich für diese Olympischen Spiele besser vorbereitet als je zuvor, er befinde sich in einer sehr guten Form. Zugleich erklärte er: „Davon lebt unser Sport: Viel Kontakt, viel Kampf. Heute war es furchtbar eng, und ich habe profitiert.“ Hinter Ohno wurde Olivier Jean als bester Kanadier Vierter; Sung Si-bak sicherte sich nach dem Sturz zumindest Rang fünf. Insgesamt hatten 11.000 Zuschauer den Wettkampf gesehen, aufgrund der teilweise als spektakulär bezeichneten Überholmanöver und Stürzen wurde dem Rennen insgesamt ein positives Fazit beschieden.

### 5000 m Staffel
| Platz | Land | Sportler                                                                                 | Zeit (min) |
| ----- | ---- | ---------------------------------------------------------------------------------------- | ---------- |
| 1     | CAN  | Guillaume Bastille Charles Hamelin François Hamelin Olivier Jean François-Louis Tremblay | 6:44,224   |
| 2     | KOR  | Kim Seoung-il Kwak Yoon-gy Lee Ho-suk Lee Jung-su Sung Si-bak                            | 6:44,446   |
| 3     | USA  | John Celski Simon Cho Travis Jayner Jordan Malone Apolo Anton Ohno                       | 6:44,498   |
| 4     | CHN  | Han Jialiang Liu Xianwei Ma Yunfeng Song Weilong                                         | 6:44,630   |
| 5     | FRA  | Maxime Châtaignier Thibaut Fauconnet Benjamin Macé Jérémy Masson Jean-Charles Mattei     | 6:51,566   |
| 6     | GBR  | Anthony Douglas Jon Eley Tom Iveson Jack Whelbourne Paul Worth                           | 6:50,045   |
| 7     | GER  | Paul Herrmann Tyson Heung Sebastian Praus Robert Seifert                                 | 6:50,119   |
|       | ITA  | Nicolas Bean Yuri Confortola Claudio Rinaldi Nicola Rodigari                             | DSQ        |

Halbfinale: 17. Februar 2010, 18:32 Uhr
 Finale: 26. Februar 2010, 19:51 Uhr

## Frauen

### 500 m
| Platz | Land | Sportlerin         | Zeit (min) |
| ----- | ---- | ------------------ | ---------- |
| 1     | CHN  | Wang Meng          | 43,048     |
| 2     | CAN  | Marianne St-Gelais | 43,707     |
| 3     | ITA  | Arianna Fontana    | 43,804     |
| 4     | CAN  | Jessica Gregg      | 44,204     |
| 5     | CHN  | Zhou Yang          | 44,725     |
| 6     | CAN  | Kalyna Roberge     | 44,824     |
| 7     | USA  | Katherine Reutter  | 44,846     |
| 8     | KOR  | Lee Eun-byul       | 44,860     |

Vorläufe: 13. Februar 2010, 17:42 Uhr; Viertelfinale: 17. Februar 2010, 17:00 Uhr;
 Halbfinale: 17. Februar 2010, 18:10 Uhr; Finale: 17. Februar 2010, 19:07 Uhr
Für das 500-Meter-Rennen hatten sich 32 Athletinnen aus 17 Ländern qualifiziert. Die maximale Anzahl an Starterinnen aus einem Land betrug wie auch bei allen anderen Einzelrennen drei und wurde von fünf Nationen ausgenutzt. Da dies das kürzeste und damit auch schnellste Rennen war, liefen vier statt sechs Sportlerinnen in einem Lauf gegeneinander, um Stürze oder Behinderungen weitgehend zu vermeiden. Aufgrund der geringen Teilnehmerzahl pro Lauf gab es vier Runden: Auf die acht Vorläufe am 13. Februar folgten vier Tage später die Viertel- sowie Halbfinals und schließlich das A- sowie das B-Finale. Während des Wettkampfes gab es drei Disqualifikationen. Diese Sportlerinnen wurden im Klassement nur mit dem Ergebnis gewertet, dass sie im vorhergehenden Lauf erzielt hatten.
Vor dem Wettbewerb galt die amtierende Olympiasiegerin Wang Meng aus China als Favoritin; auch das US-Fachmagazin Sports Illustrated tippte sie auf den Goldmedaillenrang. Weitere Chancen wurden auch Wangs Teamkollegin Zhou Yang sowie den Kanadierinnen zugestanden. Die Südkoreanerinnen wurden schwächer eingeschätzt, ebenso die Europäer. Deutschland entsandte mit Aika Klein eine Athletin. Wie erwartet blieb sie jedoch in ihrem Vorlauf gegen die bis dahin wesentlich erfolgreicheren Cho Ha-ri sowie Katherine Reutter chancenlos, zumal sie mit der äußeren Startposition einen taktischen Nachteil hatte. Dennoch war sie mit ihrem Wettkampf zufrieden: „Um weiterzukommen, hätte ich […] deutschen Rekord laufen müssen. Die anderen Strecken liegen mir mehr, ich bin ganz optimistisch.“ Dagegen verbesserte Wang Meng bereits im Vorlauf den acht Jahre alten olympischen Rekord ihrer Landsfrau Yang Yang (A); drei weitere Sportlerinnen liefen ebenfalls schneller als Yangs alte Bestmarke. Von den hoch eingeschätzten Chinesinnen schied lediglich Zhao Nannan aus, die in der Mitte des letzten Vorlaufes stürzte und das Rennen mit 15 Sekunden Rückstand beendete. Dagegen legte das chinesische Team zunächst Protest ein. Die Schiedsrichter entschieden jedoch, dass Zhao ohne Fremdeinwirkung gestürzt sei. Die einzige Disqualifikation wurde im siebten Vorlauf gegen die Bulgarin Marina Georgijewa-Nikolowa ausgesprochen, die zwei Fehlstarts verursacht hatte.

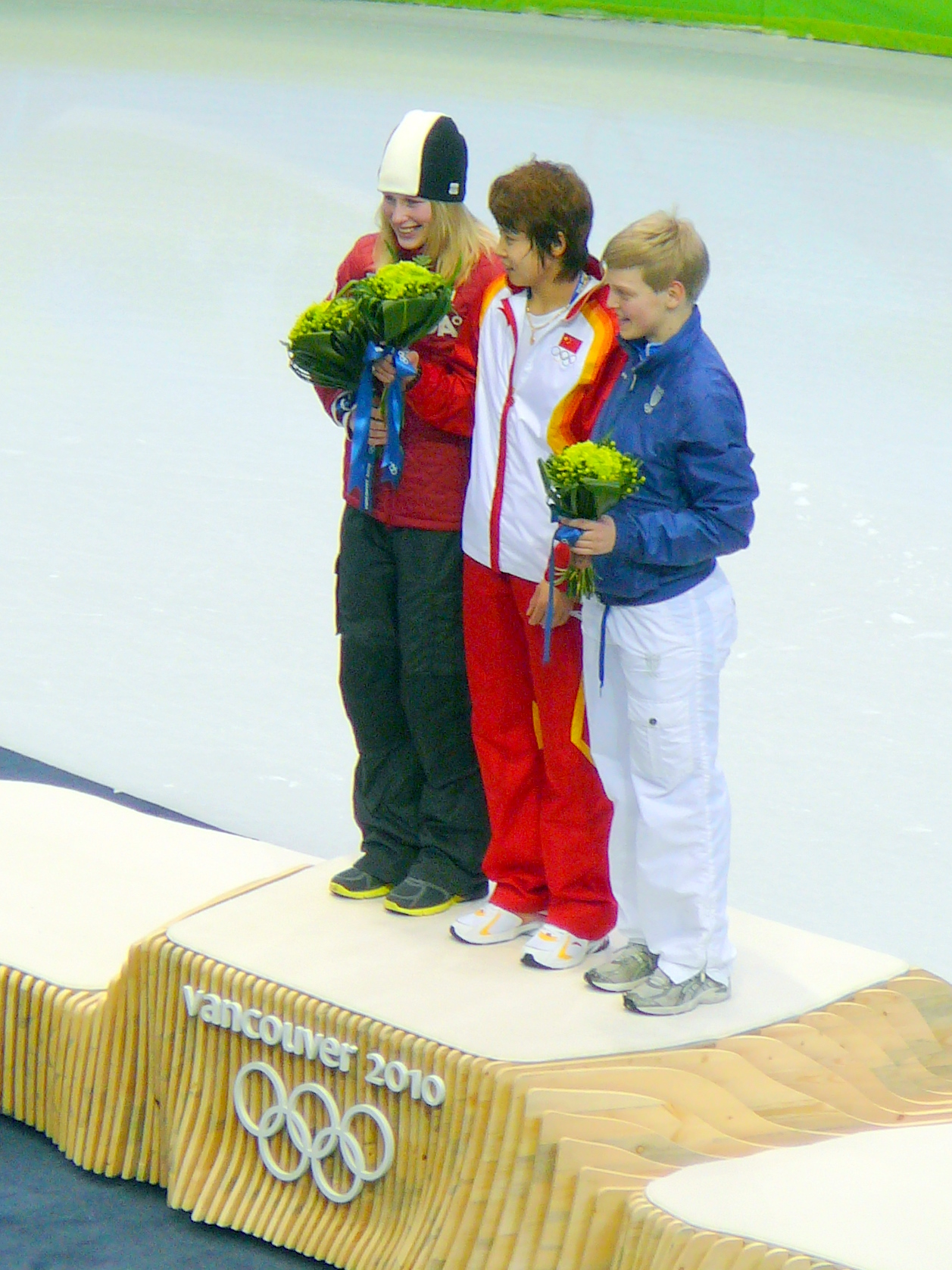
Das Siegerpodest nach dem 500-Meter-Finale

In den Viertelfinals stellte Wang Meng einen weiteren olympischen Rekord auf. Die größte mannschaftliche Geschlossenheit zeigten die Kanadierinnen, die sich zu dritt für die Halbfinals qualifizierten. Eine ungewöhnliche Situation ergab sich im zweiten Viertelfinale, als der Wettkampf nach einem Zusammenstoß der Britin Sarah Lindsay sowie der Kanadierin Jessica Gregg schon in der ersten Kurve neu gestartet werden musste. Beim zweiten Versuch kämpften Lindsay und Gregg erneut in der Startrunde, zum zweiten Mal kam es zu einem Sturz der beiden und zu einem Neustart. Zu diesem traten jedoch nur noch drei Läuferinnen an, nachdem Lindsay disqualifiziert wurde. Die Britin fühlte sich ungerecht behandelt: „Ich habe das Gefühl, ich habe nicht einmal eine Chance erhalten, mein Rennen zu bestreiten. […] Wir sind beide zusammengestoßen und sie ist gestürzt. Ich bin nicht schuld, wenn sie ungeschickter ist als ich.“ Auch die zweite Britin Elise Christie sah sich nach ihrem Ausscheiden von der Jury benachteiligt, da sie von einer Südkoreanerin behindert worden sei. Insbesondere in britischen Medien verbreiteten sich die kritischen Äußerungen gegenüber den Schiedsrichtern schnell.
Im Halbfinale gab es keine Disqualifikationen. Die schnellste Zeit lief wieder Wang Meng, die nun bereits zum dritten Mal den olympischen Rekord unterbot und als erste Athletin bei Olympia unter 43 Sekunden lief. Damit war der Rekord binnen weniger Tage um mehr als eine Sekunde verbessert worden. Die alte Bestzeit hätte 2010 nicht einmal für den Finaleinzug ausgereicht. Die zweite Chinesin Zhou Yang rückte dagegen nicht in den Endlauf vor und platzierte sich als Dritte in ihrem Lauf hinter der 19-jährigen Italienerin Arianna Fontana, die so zum ersten Mal in ihrer Karriere in ein olympisches A-Finale einzog. Neben ihr und Wang Meng gelang dies auch noch zwei Kanadierinnen: Marianne St-Gelais, die an diesem Tag 20 Jahre alt wurde, sowie der am Viertelfinalsturz beteiligten Jessica Gregg. Die dritte Kanadierin Kalyna Roberge schied dagegen aus und lief im B-Finale. Dort belegte sie hinter Zhou Yang die zweite Position und sicherte sich somit den insgesamt sechsten Platz.
Das Finale begann mit einem weiteren Sturz Greggs, die diesmal mit Fontana zusammenstieß. Nach dem Rennen erklärte sie, es wäre nur dieser eine Moment gewesen, wenn es in die Kurve ging, in dem sie wohl die Konzentration etwas verloren habe. Auch der zweite Versuch, den Wettkampf durchzuführen, misslang aufgrund eines Fehlstarts. Der dritte Start gelang schließlich. Wang Meng übernahm die Spitzenposition und lief das Rennen von vorne mit deutlichem Abstand auf ihre Verfolger. Mit einer Zeit von 43,048 s entschied sie den Wettkampf für sich, mit mehr als sechs Zehntelsekunden Vorsprung auf die Silbermedaillengewinnerin St-Gelais. Im B-Finale lagen zwischen der ersten und der letzten Läuferin knapp anderthalb Zehntel. Wang kommentierte ihren Wettkampf so: „Auf den letzten zwei Runden habe ich meine Beine zittern gespürt. Ich glaube, wenn man so nah an dem dran ist, was man immer gewollt hat, ist das normal.“ Die zweitplatzierte St-Gelais zeigte sich ebenfalls glücklich: „Außer einer Goldmedaille ist Silber das beste Geschenk, das ich haben könnte. Zweiter Platz an meinem 20. Geburtstag, das passt.“. Die Bronzemedaille gewann Fontana, die somit zum zweiten Mal auf dem olympischen Podest stand.

### 1000 m
| Platz | Land | Sportlerin         | Zeit (min) |
| ----- | ---- | ------------------ | ---------- |
| 1     | CHN  | Wang Meng          | 1:29,213   |
| 2     | USA  | Katherine Reutter  | 1:29,324   |
| 3     | KOR  | Park Seung-hi      | 1:29,379   |
| 4     | KOR  | Cho Ha-ri          | 1:30,543   |
| 5     | CAN  | Kalyna Roberge     | 1:30,736   |
| 6     | CAN  | Jessica Gregg      | 1:30,207   |
| 7     | AUS  | Tatjana Borodulina | 1:29,663   |
| 8     | CHN  | Zhou Yang          | 1:29,049   |
|       |      |                    |            |
| 16    | GER  | Aika Klein         | 1:51,552   |
| 22    | AUT  | Veronika Windisch  | 1:32,775   |

Vorläufe: 24. Februar 2010, 17:00 Uhr; Viertelfinale: 26. Februar 2010, 18:14 Uhr
 Halbfinale: 26. Februar 2010, 18:52 Uhr; Finale: 13. Februar 2010, 19:24 Uhr

### 1500 m
| Platz | Land | Sportlerin        | Zeit (min) |
| ----- | ---- | ----------------- | ---------- |
| 1     | CHN  | Zhou Yang         | 2:16,993   |
| 2     | KOR  | Lee Eun-byul      | 2:17,849   |
| 3     | KOR  | Park Seung-hi     | 2:17,927   |
| 4     | USA  | Katherine Reutter | 2:18,396   |
| 5     | KOR  | Cho Ha-ri         | 2:18,831   |
| 6     | HUN  | Erika Huszár      | 2:19,251   |
| 7     | BUL  | Ewgenija Radanowa | 2:19,411   |
| 8     | CAN  | Tania Vicent      | 2:23,035   |

Vorläufe: 20. Februar 2010, 17:45 Uhr
 Halbfinale: 20. Februar 2010, 18:58 Uhr
 Finale: 20. Februar 2010, 19:51 Uhr

### 3000 m Staffel
| Platz | Land | Sportlerinnen                                                                   | Zeit (min)    |
| ----- | ---- | ------------------------------------------------------------------------------- | ------------- |
| 1     | CHN  | Sun Linlin Wang Meng Zhang Hui Zhou Yang                                        | 4:06,610 (WR) |
| 2     | CAN  | Jessica Gregg Kalyna Roberge Marianne St-Gelais Tania Vicent                    | 4:09,137      |
| 3     | USA  | Allison Baver Kimberly Derrick Alyson Dudek Lana Gehring Katherine Reutter      | 4:14,081      |
| 4     | NED  | Liesbeth Mau Asam Jorien ter Mors Annita van Doorn Sanne van Kerkhof Maaike Vos | 4:16,120      |
| 5     | HUN  | Rózsa Darázs Bernadett Heidum Erika Huszár Andrea Keszler                       | 4:17,937      |
| 6     | ITA  | Arianna Fontana Cecilia Maffei Lucia Peretti Martina Valcepina Katia Zini       | 4:18,559      |
| 7     | JPN  | Ayuko Itō Mika Ozawa Hiroko Sadakane Yui Sakai Biba Sakurai                     | 4:28,745      |
|       | KOR  | Cho Ha-ri Kim Min-jung Lee Eun-byul Park Seung-hi                               | DSQ           |

Halbfinale: 13. Februar 2010, 18:50 Uhr
 Finale: 24. Februar 2010, 18:26 Uhr